# FK BASK TEK
フドバルスキ・クルブBASK TEK（セルビア語: Фудбалски клуб БАСК ТЕК, セルビア・クロアチア語: Fudbalski klub BASK TEK）は、セルビアのベオグラード・サヴスキ・ヴェナツをホームタウンとするサッカークラブである。セルビア語でBASK TEKはバスク・テクと発音する。

## 歴史
1903年にSKソコ（SK Soko）として創設されたセルビア最古のクラブの一つである。

## 歴代所属選手
- アレクサンダル・ティルナニッチ 1938-1939
- スラヴォリュブ・ムスリン 1972-1973
- ゴラン・ブニェヴチェヴィッチ 1991-1992
- ミラン・ビシェヴァツ 2001-2003
- ステファン・トリプコヴィッチ 2012
- アンドリヤ・パヴロヴィッチ 2012
- ステファン・ハイディン 2013
- ネデリコ・ストイシッチ 2016-2018